# Ga Kim Lũ
Ga Kim Lũ là một nhà ga xe lửa tại huyện Tuyên Hóa, tỉnh Quảng Bình. Nhà ga là một điểm của đường sắt Bắc Nam và nối với ga Đồng Chuối với ga Đồng Lê.

## Các tuyến
- Đường sắt Bắc Nam